# Heteronyx pubescens
Heteronyx pubescens är en skalbaggsart som beskrevs av Wilhelm Ferdinand Erichson 1842. Heteronyx pubescens ingår i släktet Heteronyx och familjen Melolonthidae. Inga underarter finns listade i Catalogue of Life.